# 日野俊基

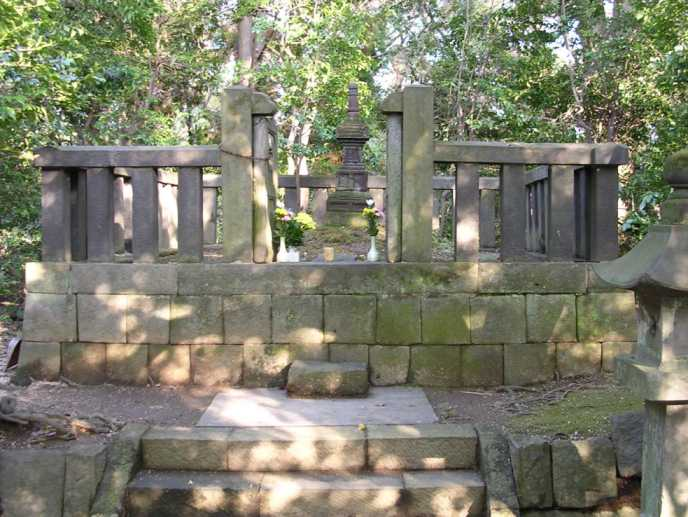
日野俊基墓，位于日本神奈川县镰仓市梶原的

日野俊基（日语：／；？—1332年6月26日）是日本镰仓时代后期的公家人物。出身于藤原北家真夏流日野家，为刑部卿日野种范之子。官位为从四位下、右中辨，追赠从三位。

## 生平
文保二年（1318年），后醍醐天皇即位，日野俊基参与天皇的亲政，成为藏人。正中元年（1324年），在正中之变中，他因被怀疑策划推翻镰仓幕府，与同族日野资朝等人一同被逮捕。经调查审议，日野资朝被判流放至佐渡岛，而日野俊基则被判定为冤罪。此后，日野俊基返回京都，但在元德三年/元弘元年（1331年）爆发的元弘之乱中，因再次卷入推翻镰仓幕府的计划而再度被捕。随后，他被交给得宗家臣、武士诹访左卫门尉监管。正慶元年六月初三（1332年6月26日），在镰仓化妆坂上的葛原冈被处决。
他的辞世诗为：“古来一句，无死无生。万里云尽，长江水清”。
明治维新后，南朝（吉野朝廷）被确认为正统，日野俊基作为推翻镰仓幕府的功勋人物受到评价。明治二十年（1887年），以日野俊基为主祭神的葛原冈神社在神奈川县镰仓市梶原建成，日野俊基本人也被追赠从三位。